# Plusiodonta speciosissima
Plusiodonta speciosissima är en fjärilsart som beskrevs av Holland 1904. Plusiodonta speciosissima ingår i släktet Plusiodonta och familjen nattflyn. Inga underarter finns listade i Catalogue of Life.